# The Gold Session
The Gold Session è il primo album del musicista italiano Max Longhi e del cantante e musicista italiano Giorgio Vanni pubblicato il 13 maggio 2022. Sebbene i due artisti siano sempre stati legati da un continuo sodalizio lavorativo, The Gold Session è il primo album dove figura il nome di entrambi. È anche l'ottavo album di Giorgio Vanni. 

## Antefatti
Il progetto di quest'album inizia a nascere nel 2015 e si concretizza nel 2020 con l'arrivo delle misure di confinamento come conseguenza alla Pandemia di COVID-19 in Italia. Il 10 giugno 2020, i due artisti organizzano un concerto in streaming con la loro band, I figli di Goku. Durante l'esibizione viene annunciato che avevano iniziato la registrazione delle canzoni per un album acustico. In questa occasione vengono suonate Pokémon: oltre i cieli dell'avventura, Detective Conan, Yu-Gi-Oh!, All'arrembaggio e un medley di What's my Destiny Dragon Ball – Dragon Ball GT – Dragon Ball. Tutte le canzoni vengono suonate con gli arrangiamenti e i generi della loro versione studio, fatta eccezione per What's my Destiny Dragon Ball che viene eseguita solo in questa occasione e non pubblicata nell'album. Del concerto viene pubblicato sul canale YouTube dell'artista l'esibizione di Pokemon: oltre i cieli dell'avventura.
La tracklist dell'album viene annunciata nei primi due mesi del 2021 durante i sette episodi della webserie dei due artisti The Ciurma Show nel 2021 per poi essere confermata a qualche giorno dall'uscita ufficiale dell'album. Quest'ultima viene invece annunciata il 22 aprile 2022.

## Descrizione
The Gold Session raccoglie dodici canzoni della discografia dei due artisti, arrangiate e cantate nuovamente in versione acustica. Il titolo dell'album rimanda all'intenzione di ciò che il progetto significa per i due artisti, ovvero una "sessione d’oro". Vanni ha dichiarato la volontà di dare qualcosa di più prezioso, una rivisitazione delle sigle con arrangiamenti un po’ più “raffinati” rispetto allo stile dance che li caratterizza, mettendo al centro più che mai la musica e le emozioni derivanti. Le canzoni che sono state nuovamente arrangiate sono quindici, ma tre di queste sono state escluse per lasciarle a volumi successivi. Tra i titoli rimandati, Vanni ha dichiarato in un'intervista che c'è Magica Doremì.
L'idea originaria dei due artisti era quella di uno spettacolo live più intimo. A causa dell'arrivo della pandemia e le relative restrizioni, l'idea è stata convertita in un album musicale. Le tracce sono state registrate durante il 2020, a distanza. Al fine di mantenere anche le emozioni più reali del periodo di registrazione, gli artisti hanno deciso di non ritoccare i rough mix.
Il 13 maggio 2022, viene pubblicato il videoclip di Dragon Ball come primo singolo dell'album. Nello stesso giorno, The Gold Session viene presentato da Vanni e Longhi al Falcomics 2022.

## Tracce
Versione CD e musica digitale
Testi di Alessandra Valeri Manera tranne dove specificato, musiche di Max Longhi e Giorgio Vanni tranne dove specificato.
1. All'arrembaggio - Mash Up - Get Lucky – 4:21 (testo: Alessandra Valeri Manera, Thomas Bangalter, Guy-Manuel de Homem-Christo, Nile Rodgers e Pharrell Williams – musica: Max Longhi, Giorgio Vanni, Thomas Bangalter, Guy-Manuel de Homem-Christo, Nile Rodgers e Pharrell Williams)
2. Detective Conan – 3:41
3. Dragon Ball Super Kame Hame Ha – 4:00
4. Pokémon: oltre i cieli dell'avventura – 4:47
5. I cavalieri dello zodiaco – 3:43
6. L'uomo tigre – 4:28 (Riccardo Zara)
7. Dragon Ball – 3:58
8. L'incredibile Hulk – 3:46
9. Io credo in me (feat. Marcello Salcuni) – 4:02 (testo: Giuseppe Dati – musica: Cristiano Macrì)
10. Yu-Gi-Oh! (feat. Andrea "Cucchia" Innesto) – 3:24
11. Dragon Ball GT – 3:32
12. Toon Tunz (noi siamo quelli del...) (feat. Angelo Maggi) – 4:32 (testo: Giorgio Vanni, Max Longhi, Daniele Cuccione e Amedeo Preziosi – musica: Max Longhi e Daniele Cuccione)

Durata totale: 48:14
Versione vinile
Lato A
1. All'arrembaggio - Mash Up - Get Lucky – 4:21
2. Detective Conan – 3:41
3. Dragon Ball Super Kame Hame Ha – 4:00
4. Pokémon: oltre i cieli dell'avventura – 4:47
5. L'uomo tigre – 4:28

Durata totale: 21:17
Lato B
1. Dragon Ball – 3:58
2. Io credo in me (feat. Marcello Salcuni) – 4:02
3. Yu-Gi-Oh! (feat. Andrea "Cucchia" Innesto) – 3:24
4. Dragon Ball GT – 3:32
5. Toon Tunz (noi siamo quelli del...) (feat. Angelo Maggi) – 4:32

Durata totale: 19:28

## Produzione
- Max Longhi – produzione per Lova Music s.r.l., produzione artistica e realizzazione, registrazione, assemblaggio e missaggio presso Keypirinha Digital Studio, Lesmo (MB) eccetto Yu-Gi-Oh!
- Giorgio Vanni – produzione per Lova Music s.r.l.
- Daniele Cuccione – produzione musicale, assistente e coordinatore
- Marco D'Agostino – mastering a 96kHz Studio (Milano)
- Massimo Caso – registrazione in diretta di Yu-Gi-Oh! presso Cortile Studio (Milano)
- Gabro Nicolosi – design grafico
- Denis Fava – foto Giorgio Vanni
- Enrico Vallin – foto Max Longhi

## Produzione musicale e formazione
Gli strumenti musicali dei musicisti dell'album sono stati registrati in diversi studi musicali.
- Marcello Salcuni – registrazione chitarre elettriche e acustiche presso NeoStudio (Borghetto Lodigiano, LO)
- Max Mungari – registrazione basso, chitarre elettriche e acustiche presso Max Mungari Studio (Crotone)
- Paolo Polifrone – registrazione basso elettrico presso Spicy Studio (Vimercate, MB)
- Nick Lamberti – registrazione batteria presso Randa Studio (Lissone, MB)
- Andrea Innesto – registrazione flauto traverso presso Chicken Shack Studio (Bologna)
- Daniele Cuccione – registrazione voci presso Lova Studio (Milano)

### All'arrembaggio - Mash Up - Get Lucky
- Giorgio Vanni – chitarre aggiuntive e cori
- Max Longhi – arrangiamento, programmazioni Pro Tools, tastiere (organo Hammond, Clavinet e Fender Rhodes), basso e chitarre aggiuntive
- Daniele Cuccione – Pro Tools Editing
- Nick Lamberti – batteria
- Paolo Polifrone – basso
- Marcello Salcuni – chitarre e cori
- K. De Sario – cori
- D. Cesti – cori

### Detective Conan
- Giorgio Vanni – cori
- Max Longhi – arrangiamento, programmazioni Pro Tools, tastiere (organo Hammond e Fender Rhodes) batteria, tromba, flicorno soprano, chitarre e basso sintetizzatore
- Daniele Cuccione – Pro Tools Editing
- Marcello Salcuni – basso e chitarre
- K. De Sario – cori
- D. Cesti – cori
- Max Marcer – tromba

### Dragon Ball Super Kame Hame Ha
- Giorgio Vanni – arrangiamento
- Max Longhi – arrangiamento, programmazioni Pro Tools, tastiere (organo Hammond e pianoforte)
- Daniele Cuccione – Pro Tools Editing
- Marcello Salcuni – arrangiamento, programmazioni Pro Tools, batteria, basso e chitarre

### Pokémon: oltre i cieli dell'avventura
- Max Longhi – arrangiamento, programmazioni Pro Tools, tastiere (organo Hammond e piano CP 70), batteria e chitarre aggiuntive
- Daniele Cuccione – Pro Tools Editing
- Marcello Salcuni –  basso e chitarre

### I cavalieri dello zodiaco
- Giorgio Vanni – cori e chitarre aggiuntive
- Max Longhi – arrangiamento, programmazioni Pro Tools, tastiera, batteria, basso, chitarre aggiuntive
- Daniele Cuccione – arrangiamento, programmazioni Pro Tools, batteria, basso e chitarre
- Marco Gallo – cori

### L'uomo tigre
- Giorgio Vanni – arrangiamento, chitarre e cori
- Max Longhi – arrangiamento, programmazioni Pro Tools, tastiere (organo Hammond e Clavinet), batteria, percussioni, basso e chitarre aggiuntive
- Daniele Cuccione – Pro Tools Editing
- K. De Sario – cori
- D. Cesti – cori

### Dragon Ball
- Max Longhi – arrangiamento, programmazioni Pro Tools, tastiere (AC Piano, Celesta e Strings), chitarre aggiuntive, batteria e percussioni
- Daniele Cuccione – Pro Tools Editing
- Max Mungari – basso e chitarre

#### Produzione video
Per la registrazione del video musicale sono stati impiegati diversi musicisti, differenti da quelli che hanno effettivamente suonato e prodotto la canzone per l'album.
- Giorgio Vanni – chitarra acustica
- Max Longhi – pianoforte
- Rachele Rebaudengo – violoncello
- Marcello Salcuni – chitarra elettrica
- Stefano Casalena – basso
- Nick Lamberti – batteria
- Antonio De Masi – regia e montaggio video
- Eloise Nania – aiuto e assistente regia
- Lova Music Srl – produzione
- Daniele Cuccione – assistente produzione Lova Music
- Marilena Maglio – truccatrice
- Enrico Vallin – backstage fotografico
- Gabro Nicolosi – copertina e grafica
- Federica Paradiso – coordinamento marketing

### L'incredibile Hulk
- Max Longhi – arrangiamento, programmazioni Pro Tools, batteria, chitarre aggiuntive e tastiere
- Marcello Salcuni – chitarre
- Paolo Polifrone – basso

### Io credo in me
- Max Longhi – programmazioni Pro Tools, percussioni e tastiere (AC piano)
- Marcello Salcuni  – arrangiamento, programmazioni Pro Tools, percussioni chitarre, basso e cori

### Yu-Gi-Oh!
- Giorgio Vanni – arrangiamento, bonghi, percussioni, chitarre aggiuntive e cori
- Max Longhi – arrangiamento, programmazioni Pro Tools, Fender Rhodes
- Marcello Salcuni  – chitarre e cori
- Paolo Polifrone – basso
- Nick Lamberti – batteria
- Andrea Innesto – flauto traverso

### Dragon Ball GT
- Max Longhi – arrangiamento, programmazioni Pro Tools, tastiere (AC piano, strings e arpa) percussioni e chitarre

### Toon Tunz (noi siamo quelli del...)
- Giorgio Vanni – chitarre aggiuntive
- Max Longhi – arrangiamento, programmazioni Pro Tools, batteria, basso e chitarre
- Daniele Cuccione – Pro Tools Editing
- Paolo Polifrone – basso